# 静岡県道250号菊川停車場伊達方線
静岡県道250号菊川停車場伊達方線（しずおかけんどう250ごう きくがわていしゃじょうだてがたせん）は、静岡県菊川市の菊川駅から同市八坂に至る一般県道である。

## 概要
菊川駅から伊達方隧道、旧東海道を経て、国道1号（掛川バイパス・日坂バイパス）八坂インターチェンジ付近に至る。

### 路線データ
- 起点 : 菊川市半済（JR菊川駅）
- 終点 : 掛川市八坂（静岡県道415号日坂沢田線交点）

## 路線状況

### 重複区間
- 静岡県道37号掛川浜岡線
- 静岡県道79号吉田大東線

## 地理

### 通過する自治体
- 静岡県
  - 菊川市 - 掛川市

### 沿線
- 菊川駅